# روب روي ماكغريغور

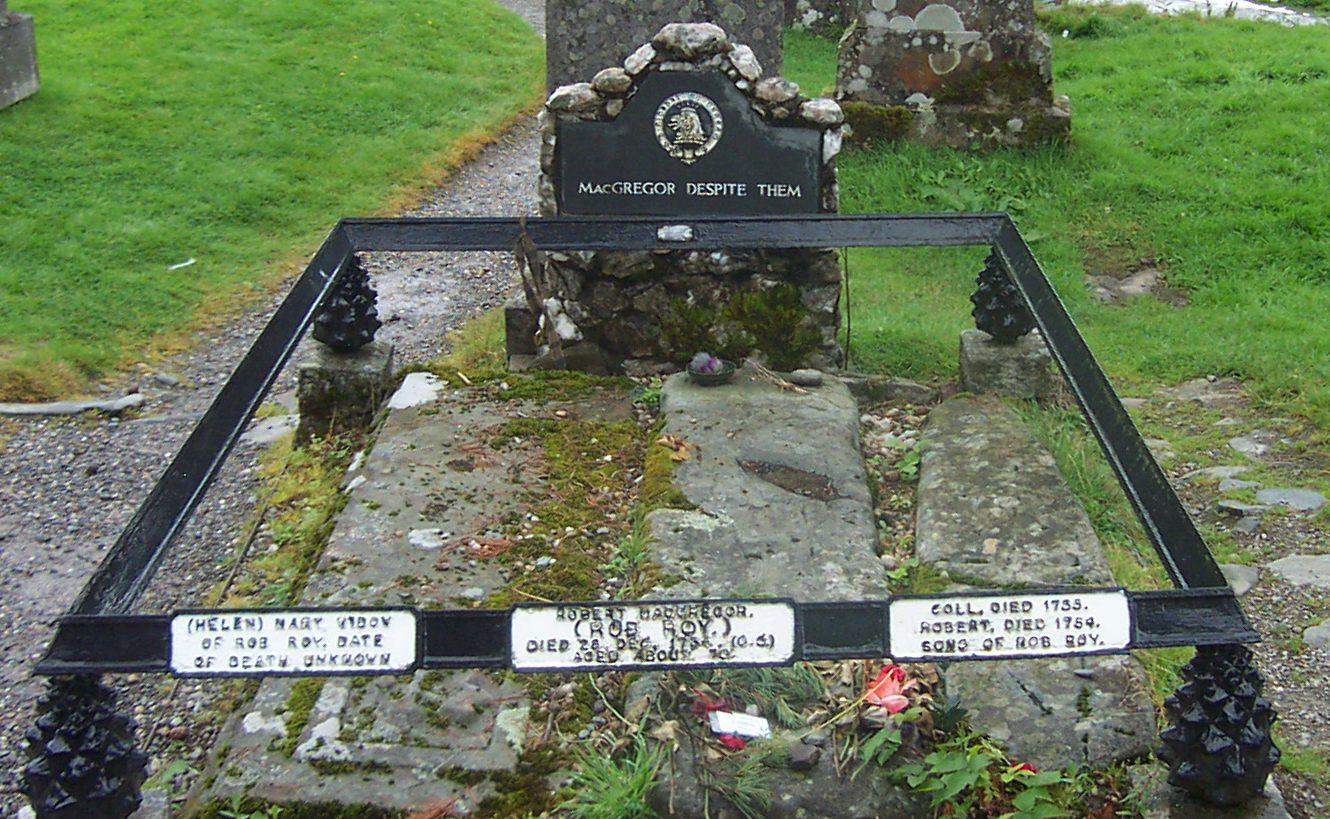
قبر روب روي مع أرملته وابنه

روب روي ماكغريغور (بالإنجليزية: Robert Roy MacGregor)‏ (1671 – 1734) هو خارج عن القانون من اسكتلندا وهو أحد أهم الأمثلة عن الخارجين عن القانون من أهل المرتفعات الاسكتلندية والذي كانت مآثره موضوعا لأحد روايات السير والتر سكوت.

## بدايات حياته
كان روب روي منحدرا من عشيرة ماكغريغور، وهو الابن الأصغر لدونالد ماكغريغور من غلينغايل وهو مقدم الملك جيمس الثاني وأمه هي ابنة وليام كامبل من غلينيفز واكتسب لقب روي من شعره الأحمر، ولاحقا استعمل اسم كامبل كاسم عائلته بسبب ما شكله استعمال اسم ماكغريغور من خطر بسبب ما سجل من أعمال نسبت لعشيرته. ورغم أن قامته لم تكن أطول كثيرا من المتوسط إلا أنه كان مفتول العضلات وكانت بنيته مليئة فكان القليلون يجارونه في القوة، بينما منحه طول ذراعيه ميزة فائقة في استعمال السيف. كما عرف بنظراته الحادة والثاقبة التي كانت مكملة لمظهره.

## التقدم نحو الزعامة
ورث روب روي أملاكا صغيرة في تلال بالكوهيدر، وفي البداية كرس نفسه لتربية الماشية. ثم شكل فرقة من رجال العشائر المسلحين بعد تولي وليام الثالث عرش البلاد، إذ تلقى تفويضا من جيمس الثاني ليشن حربا على كل من لم يعترف به كملك. وفي خريف العام 1691 توجه نحو ستيرلينغشاير ليغنم ماشية اللورد ليفينغستون، وبعد أن تصدى له القرويون في كيبن استولى على الماشية من كل زرائب القرية.
بعدها بوقت قصير تزوج هيلين ماري ابنة ماكغريغور من كومار. وعند موت غريغور ماكغريغور زعيم العشيرة في عام 1693، فقد استطاع أن يجعل نفسه زعيما معترفا به على العشيرة، رغم أنه لم يكن أقرب الورثة، وبسط سيطرته علي الأرض من تلال بالكوهيدر إلى شاطئ بحيرة لوخ لوموند، ووضع نفسه بين أملاك أرغيل ومونتروز. واقترض أموالا من جيمس غراهام الدوق الأول لمونتروز لكي يستمر في تجارته كبائع ماشية، وعندما لم يستطع سداد هذا القرض تم طرده من أملاكه في عام 1712 وأعلن خارجا عن القانون.

## الخارج عن القانون
اتخذ روب روي المرتفعات المنيعة كملاذ له، من هذا الوقت كان يقوم بعمليات السلب التي نفذها بكل جرأة على الدوق والمستأجرين لديه، وباءت كل المحاولات للقبض عليه بالفشل. وخلال ثورة 1715، وكان له دور فعال في معركة شيريفمور، وكان منحازا للأمير جيمس ستيوارت وابنه تشارلز، إلا أنه قام بنهب الأموال من الجهتين.
تم ضمه في قانون الخزي (قانون يحرم المتهم من المحاكمة القضائية)؛ ولكن بفضل صداقته مع جون كامبل الدوق الثاني لأرغيل، فقد حصل على وعد بالحماية عندما استسلم في إنفراراي. وبعدها استقر روب روي في كريغروستون قرب بحيرة لوخ لوموند، وهناك كان يفرض الإتاوات والمكوس كما كان يفعل في مونتروز، وعندما كان يهرب ببراعة وبسبب نشاطاته تم تكليف كل حامية في إنفرسنيد لجلبه إلى العدالة.

## سنواته الأخيرة
في النهاية وبوساطة اللورد أرغيل تمت موافقته على الصلح واستسلم للجنرال جورج ويد؛ ثم اقتيد وسجن في سجن نيوجيت، وفي عام 1727 نم منحه العفو في الوقت كان سينقل فيه إلى باربادوس. وعاد بعدها إلى اسكتلندا.
وفقا لملاحظة في كاليدونيان ميركوري فقد مات روب روي في بالكوهيدر في 28 ديسمبر 1734. ودفن في ساحة كنيسة بالكوهيدر.

## قراءات أخرى
أفضل السير الموجودة عنه في كتاب المذكرات التاريخية لكينيث ماكلي (1818)؛ ألكساندر هاستيز ميلار «حكاية روب روي» (1883). مقدمة السير والتر سكوت في رواية روب روي. وهناك سجل قديم يدعى صعلوك المرتفعات (1723) وهو منسوب لدانيال ديفو.